# Відносини Киргизстан — НАТО
Республіка Киргизстан співпрацює з НАТО в рамках Партнерства заради миру та Ради євроатлантичного партнерства. НАТО і Киргизстан розвинули практичну співпрацю в багатьох областях в цілях зміцнення регіональної та глобальної безпеки. В Індивідуальну програму партнерства (ІПП) вкладено програму співпраці між НАТО і Киргизстаном.

## Рамки співробітництва
Діалог ведеться в рамках Ради євроатлантичного партнерства (РЄАП). Спеціальний представник генерального секретаря НАТО на Кавказі і в Центральній Азії Джеймс Аппатурай підтримує на високому рівні політичний діалог з керівництвом Киргизстану і регулярно відвідує країну. Співробітник НАТО по зв'язках з Центральною Азією також періодично виїжджає до Бішкеку і разом з урядом розглядає питання співпраці.
НАТО і Киргизстан розвивають практичну співпрацю в цілому ряді областей за допомогою Індивідуальної програми партнерства (ІПП), яку сторони спільно стверджують на дворічний період. Співпраця ведеться за такими основними напрямками: безпека і миротворчість, контртерористична діяльність та безпека кордонів, врегулювання криз і планування на випадок надзвичайних ситуацій.
У 2007 році країна приєдналася до Процесу планування та аналізу Партнерства заради миру, щоб вести більш тісну взаємодію з державами-членами НАТО по сумісності збройних сил та ініціативам у сфері оборонного планування.

## Співпраця в оборонній сфері
Киргизстан бере участь у численних навчаннях ПЗМ. Уряд визначив ряд частин і підрозділів, які готові до участі в операціях і навчаннях НАТО. У кожному конкретному випадку уряд країни повинен ухвалити рішення про участь. У число частин і підрозділів увійшли: піхотна рота, взвод спеціального призначення зі складу Національної гвардії, призначений для підготовки до контртерористичної діяльності і миротворчості, а також рота прикордонних військ.
Консультуючись з державами-членами НАТО, Киргизстан здійснює реформу збройних сил. Процес планування та аналізу ПЗМ, до якого Киргизстан приєднався в 2007 році, сприяє уряду в розробці планів і заходів для подальших реформ. Завдяки цим реформам також повинна підвищитися здатність Киргизстану брати участь в миротворчих операціях та інших операціях разом із силами НАТО.
Киргизстан удосконалює пошуково-рятувальні сили та засоби, що діють в гірських районах, а також структури управління ЗС. Військова освіта відіграє певну роль в цих процесах, і співпраця в цій галузі включає широкий ряд напрямків, у тому числі вивчення іноземних мов, навчальну підготовку та відпрацювання навичок пошуку та рятування, безпеку та охорону кордонів, законодавство, що застосовується в ході бойових дій, права людини. Киргизстан також бере участь в програмі перепідготовки колишніх військовослужбовців, здійснюваної за підтримки НАТО. Мета програми — пом'якшити соціально-економічні наслідки реструктуризації збройних сил країни за допомогою сприяння адаптації колишніх військовослужбовців до цивільного ринку зайнятості.

## Цивільне надзвичайне планування
Громадянське надзвичайне планування — одна з основних галузей співробітництва для Киргизстану. Разом з державами-членами НАТО Киргизстан веде роботу, яка дозволить йому більш ефективно реагувати на стихійні лиха і надзвичайні ситуації. Киргизстан особливо зацікавлений у відповідному науковому та технічному співробітництві, а також механізмах, які можуть бути задіяні через Євроатлантичний координаційний центр реагування на стихійні лиха і катастрофи.
Киргизстан направляв експертів для участі в семінарах, присвячених даній тематиці і проведених в Школі НАТО в місті Обераммергау, а також відповідних обговореннях в штаб-квартирі НАТО.

## Наука та навколишнє середовище
Вчені з Киргизстану отримали гранти в ряді областей, що входять в програму НАТО Наука заради миру і безпеки. У червні 2006 року в районі озера Іссик-Куль відбувся симпозіум з передових досліджень в області високогірної медицини та біології. Спільно з НАТО та іншими країнами-партнерами Киргизстан продовжує вирішувати проблему наслідків видобутку урану для навколишнього середовища та інші питання екологічної безпеки.
Киргизстан бере участь у проекті Віртуальна шовкова магістраль, мета якого — поліпшити доступ до Інтернету для співробітників вищих навчальних закладів та наукових працівників в країнах Кавказу та Центральної Азії за рахунок використання супутникової мережі.
У травні 2010 року вчені та інженери з Киргизстану, а також інших країн Співдружності незалежних держав (СНД) взяли участь у науковій програмі НАТО з навчання захисту кібернетичних мереж. Основне завдання навчальної програми полягало в зміцненні кібернетичних мереж науково-освітніх співтовариств в регіоні СНД.

## Інформування громацькості
Киргизстан і НАТО ведуть спільну роботу, щоб домогтися більшого розуміння НАТО з боку громадськості та роз'яснити користі співпраці. Киргизстан також прагне підвищити рівень інформованості громадськості про реформи в сфері оборони та безпеки, щоб вони користувалися більшою підтримкою з боку населення.
Для більшої поінформованості суспільства про Північноатлантичний альянс і питання євроатлантичної безпеки в цілому ведеться робота по створенню та зміцненню мереж з залученням університетів, неурядових організацій та ЗМІ. З цією метою в листопаді 2007 року в Киргизстані, в Бішкеку було проведено молодіжний форум.
НАТО надає підтримку в здійсненні освітньої роботи, яка пов'язана з питаннями безпеки і оборони, і веде спільну роботу з Киргизстаном щодо надання громадянам більшого доступу до документації НАТО і до матеріалів, присвяченим темі безпеки. З цією метою в лютому 2009 року НАТО і Киргизстан відкрили в Дипломатичній академії в Бішкеку Депозитарну бібліотеку НАТО.

## Основні віхи
- 1992 Киргизстан приєднується до Ради північноатлантичного співробітництва, перейменованому в 1997 році в Раду євроатлантичного партнерства.
- 1994 Киргизстан приєднується до програми Партнерство заради миру.
- 2000 Візит генерального секретаря НАТО до Киргизстану.
- 2003 Киргизстан підключений до програми Віртуальна шовкова магістраль.
- 2004 Візит генерального секретаря НАТО до Киргизстану.
- 2006 Держави-члени НАТО надають допомогу Киргизстану за допомогою Євроатлантичного координаційного центру реагування на стихійні лиха і катастрофи після сильних снігопадів, які заподіяли серйозної шкоди південним районам країни.
- 2007 Киргизстан приєднується до Процесу планування та аналізу ПЗМ. У листопаді в Киргизстані, в місті Бішкек проводиться молодіжний форум.
- 2008 У Киргизстані, в Бішкеку за підтримки програми Наука заради миру і безпеки організовані навчальні курси «Застосування сили в боротьбі з тероризмом».
- 2009 Відкриття Депозитарної бібліотеки НАТО в Дипломатичній академії в Бішкеку. Киргизстан офіційно приступає до реалізації, за підтримки НАТО, програми перепідготовки звільнених у запас військовослужбовців.